# Élevage conservatoire

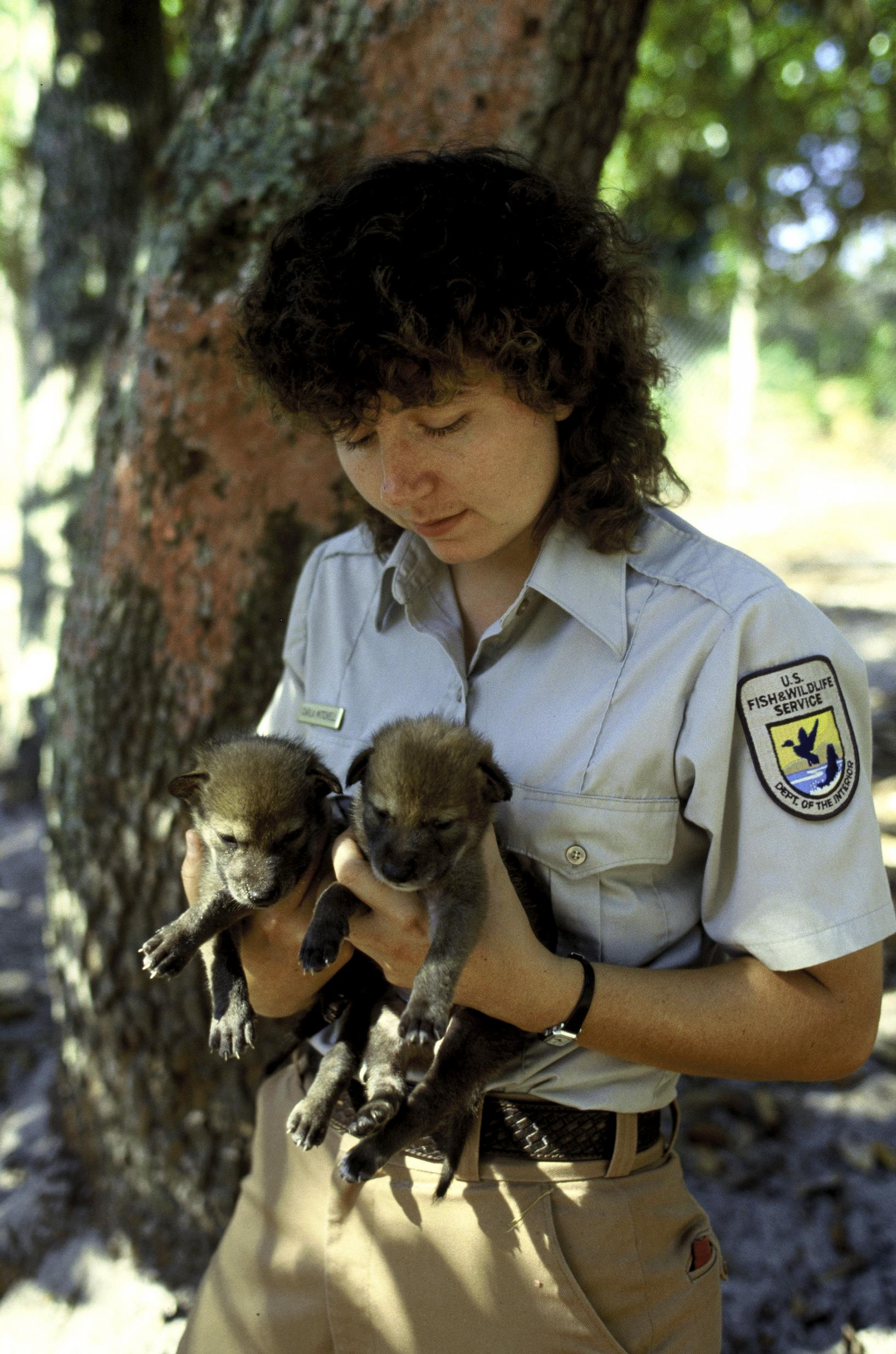
Deux jeunes loups rouges alimentés par le USFWS

L'élevage conservatoire, aussi appelé élevage en captivité (de l'anglais captive breeding), ou reproduction en captivité ou encore conservation animale ex situ, consiste à élever des animaux appartenant à des espèces menacées, d'abord en les capturant dans leur environnement naturel, puis en les élevant dans des conditions restreintes (zoos ou autres lieux de conservation) et enfin en les relâchant dans leur milieu naturel quand la population sauvage se stabilise et que la menace d'extinction a fortement diminué ou disparu.
Le terme de conservation ex situ s'applique aux espèces animales comme aux espèces végétales.

## Présentation
L'élevage en captivité a été employé avec succès sur de nombreuses espèces animales depuis fort longtemps, le plus vieil exemple d'élevage conservatoire étant attribué aux ménageries européennes et asiatiques, avec le Cerf du père David.
Parmi les premières espèces animales, qui firent l'objet d'efforts de réintroduction dans le milieu naturel à partir d'individus élevés en captivité, figurent le Bison d'Amérique sous la tutelle de l'American Bison Society (fondée en 1905) et le Bison d'Europe sous l'égide de la Société Internationale pour la Sauvegarde du Bison d'Europe (fondée en 1923).
L'idée a été ensuite popularisée au sein des conservateurs de la nature, indépendamment par Peter Scott et Gerald Durrell dans les années 1950 et 1960, respectivement fondateurs du Wildfowl and Wetlands Trust à Slimbridge en 1946 et du zoo de Jersey en 1959. D'ailleurs, le WWT de Slimbridge a permis la sauvegarde de la Bernache néné et le zoo de Jersey a prouvé l'efficacité considérable de l'élevage conservatoire d'une grande variété de formes de vie dans les années 1970 : depuis les oiseaux (ex. le Pigeon rose), les mammifères (Sanglier pygmée), les reptiles (Boa de l'île Ronde) jusqu'aux amphibiens (Dendrobates). Leurs idées ont été indépendamment validées par le succès de l'opération Oryx (sous les auspices de la Fauna and Flora Preservation Society), qui éleva en captivité l'Oryx d'Arabie en 1962 avant de le réintroduire avec succès en Arabie.
Le USFWS initia un programme d'élevage en captivité pour le Loup rouge en 1973. Depuis 1986, le Loup rouge a été progressivement réintroduit dans la nature en Caroline du Nord.
Dans le but de sauver le Condor de Californie, la décision fut prise en 1985 de capturer tous les individus quand la population sauvage tomba à 9 condors. Le dernier condor volant en liberté fut capturé en 1987. En 1992, les premiers condors élevés en captivité furent réintroduits dans la nature en Californie, alors que la population captive s'élevait à 52 individus.
À partir de 1992, le Cheval de Przewalski a été réintroduit à l'état sauvage en Mongolie, son habitat naturel.
Les difficultés fréquemment rencontrées sont la réussite de l'élevage en captivité lui-même et par la suite la réintroduction des animaux, en particulier quand celle-ci est conditionnée à l'apprentissage de comportements (chasse, trajets migratoires...).
Il est actuellement difficile de mettre en application de telles techniques pour des espèces fortement mobiles comme certains oiseaux migrateurs (par ex. grues) et poissons migrateurs (Alose hilsa). Toutefois, la réintroduction de quelques oiseaux migrateurs a pu être menée à bien au moyen de divers procédés, telle celle de la Grue blanche du Nouveau Monde, de la Cigogne blanche et de l'Oie naine en Europe.
Il faut également assurer la conservation d'un bassin génétique de taille suffisante.
Si une population élevée en captivité est trop petite, un phénomène de consanguinité peut se produire en raison de la réduction du patrimoine génétique. Ceci aurait pour effet de diminuer les capacités immunitaires de la population et la rendrait plus sensible aux maladies. Si cette population ne disparait pas mais survit sur un nombre important de générations, elle peut retrouver une diversité génétique « normale ».
Dans ce type d'élevage, on tente d'éviter que les caractères originels de l'espèce soient modifiés par une sélection induite par les conditions d'élevage ou les choix des éleveurs conservateurs, et qu'il y ait une évolution de l'espèce qui s'apparente à la domestication. On applique éventuellement pour cela des méthodes destinées à garantir la « non-sélection », par lesquelles ce risque semble écarté.

## Rôle des jardins zoologiques
L'élevage en captivité dans les zoos est une technique de restauration ex situ de la faune sauvage connue et popularisée sous le nom et l'image de « l’Arche » en référence symbolique à l'Arche de Noé. Pour assurer leur rôle de conservation des espèces animales menacées, les zoos se considèrent comme des arches (de Noé) modernes.
L’objectif principal est d’établir une population génétiquement viable dans les zoos, afin de préparer une réintroduction future dans le milieu naturel. Les populations en captivité sont également une assurance de pérennité pour les espèces sauvages en voie d’extinction ou interviennent comme dernier recours si la conservation dans le milieu naturel est impossible.
La philosophie de l'élevage en captivité repose aux États-Unis sur les idées scientifiques développées en biologie de la conservation par Michael Soulé, professeur de biologie à l'Université du Michigan (Ann Arbor),,.
Les jardins zoologiques et les aquariums publics sont les plus classiques des méthodes de conservation ex situ, qui tous ensemble hébergent des spécimens protégés dans un but d'élevage et de réintroduction dans la nature lorsque cela est nécessaire et possible. Ces installations offrent non seulement des logements et des soins pour les spécimens d'espèces menacées, mais ont aussi une valeur éducative. Ils informent le public sur le statut des espèces menacées, la menace pesant sur elles et les facteurs qui causent cette menace, avec l'espoir de créer l'intérêt public pour arrêter et inverser les facteurs qui mettent en péril la survie d'une espèce en premier lieu. Ils sont les sites intervenant dans la conservation ex situ les plus visités publiquement, d’après la WAZA estimant que les 1100 zoos et aquariums fédérés dans le monde reçoivent plus de 600 millions de visiteurs par an -- environ dix pour cent de la population mondiale.
Un effort international est fait par les zoos pour coordonner des programmes d'élevage d'espèces animales menacées de disparition.
Il s'est développé sous la conduite des experts du Captive Breeding Specialist Group (CBSG), créé par l'UICN en 1979 et chargé de faire l'interface entre les spécialistes de la conservation de terrain et la communauté des parcs zoologiques et des centres d'élevage de faune sauvage.
Concernant la communauté des zoos et des aquariums, la reproduction des espèces animales en danger est coordonnée par des programmes d'élevage en coopération incluant des livres généalogiques - ou studbooks internationaux - et des coordinateurs qui évaluent les rôles individuels des animaux et des institutions dans une perspective globale ou régionale (à l'échelle d'un continent ou d'un sous-continent).
Le premier studbook international a été créé en 1932 pour le Bison d'Europe.
Sous les auspices de la WAZA qui est l'organisation parapluie représentant la communauté mondiale des zoos et des aquariums, pas moins de 182 studbooks internationaux sont conservés à la date du 1er janvier 2007. La Société Zoologique de Londres a été mandatée par la WAZA pour assurer la fonction de coordinateur global pour ces studbooks internationaux.
Au total, la WAZA, avec ses associations régionales membres telles que l'AZA et l'EAZA, gère directement ou indirectement de l'ordre de 810 espèces ou sous-espèces animales menacées dans des plans d'élevage en coopération dont font partie les programmes américains SSP établis depuis 1981 et européens EEP établis depuis 1985.
Les espèces animales menacées sont aussi préservées en utilisant les techniques des banques génétiques. L'information génétique, nécessaire à l'avenir de la reproduction des espèces animales menacées, peut être conservée dans des banques de gènes, qui consistent en des installations cryogéniques utilisées pour stocker les spermatozoïdes, les œufs, ou les embryons vivants. La Société Zoologique de San Diego a établi un « zoo congelé » pour stocker de tels échantillons à l'aide de techniques modernes de cryoconservation pour plus de 355 espèces, comprenant des mammifères, des reptiles et des oiseaux.

## Rôle des éleveurs amateurs
Ce sont surtout les parcs zoologiques qui participent à la conservation ex situ. Mais on assiste à un accroissement de l'activité des éleveurs amateurs. Cette activité en essor s'accompagne d'une participation naissante à la protection des espèces rencontrées en terrariophilie. Par exemple les espèces de taille réduite, dont la maintenance en captivité est accessible à un particulier, ou bien les espèces discrètes ou peu attractives pour les zoos. C'est le cas par exemple des tortues boîtes asiatiques en cours de disparition et élevées principalement par des éleveurs passionnés. Certains de ces éleveurs sont regroupés dans le monde associatif, par exemple au sein de l'European Studbook Foundation, et de la DGHT (de) (Deutsche Gesellschaft für Herpetologie und Terrarienkunde)
en Allemagne ou des Groupes d'Élevage de la FFEPT en France.

## Danger et législations
Le principal danger de ce genre de repeuplement est la diffusion de maladies comme les épisodes de la transmission de la tuberculose du Bison au parc national de Wood Buffalo, la transmission de la maladie du tournis aux Truites ou l'épidémie mortelle due au Parelaphostongylus tenuis, chez les caribous après leur déplacement, transmise par les Cerfs de Virginie.
L'alimentation d'animaux sauvages par des aliments artificiels est également une source de risque (par exemple, la CWD — qui infecte un grand nombre de cervidés aux États-Unis — pourrait être due à la consommation d'aliments faits à partir de déchets de boucherie ou d'abattoir, qui étaient destinés à fournir des sels minéraux aux cervidés, en espérant qu'ils produiraient de plus beaux trophées aux chasseurs). Des animaux sauvages ayant franchi les clôtures d'élevages de wapitis ou cerfs pourraient aussi avoir fait circuler ce prion pathogène, proche de celui de la maladie dite de la vache folle.
C'est pourquoi des législations spécifiques existent dans la plupart des pays, relevant généralement de codes sanitaires et/ou de codes de l'environnement. En France, il faut notamment des autorisations pour héberger, élever et transporter des espèces protégées. Si ces espèces sont achetées, la convention CITES doit être respectée, et les élevages conservatoires doivent disposer d'un vétérinaire et/ou d'une personne disposant d'un certificat de capacité (et donc de diplômes et/ou de formation qualifiante adaptés aux espèces élevées).